# 福祉用具専門相談員
福祉用具専門相談員（ふくしようぐせんもんそうだんいん）とは、福祉用具専門相談員指定講習を修了した者。

## 概要
介護保険制度では福祉用具貸与が保険給付の対象となっているため、指定居宅サービスとして福祉用具貸与事業を行う場合、各事業所に常勤換算2名以上の専門相談員を配置することが定められている。
「介護保険法施行令」、「介護保険法施行規則」の改正により、2015年4月1日より、福祉用具専門相談員の要件が変更になった。福祉用具専門相談員指定講習の時間がこれまでより10時間増加するほか、1時間ほどの筆記による修了評価試験が加わる。これまで福祉用具専門相談員の資格要件として認められていたホームヘルパー2級・1級、介護職員基礎研修・初任者研修修了が対象外となる。今後は福祉用具専門相談員としての業務ができなくなる。2016年4月1日以降も福祉用具専門相談員として仕事を続ける場合は、それまでに福祉用具専門相談員の指定講習を受講するか、上記に挙げた福祉に関する国家資格を取得する必要がある。
2015年までは「都道府県知事の行う介護員の養成に関する研修の修了者（介護職員基礎研修課程・１級課程・２級課程の修了者、介護職員初任者研修課程の修了者）」も福祉用具専門相談員の要件に該当したが、介護保険法施行令が改正され（2015年4月1日施行）、同修了者は要件から外れた（経過措置は2016年3月31日まで）。

## 受講資格
なし。社会福祉士、介護福祉士、義肢装具士、保健師、看護師、准看護師、理学療法士、作業療法士などの医療系・福祉系の有資格者が福祉用具レンタル事業を行う場合は、福祉用具専門相談員を代替して申請することが可能であったが、2015年の介護保険法の改正で上記の資格者に於いても受講必須となっている。

## 講習
厚生労働大臣が指定する講習会を受講する。平成18年度からは介護保険法改正により指定講習会の指定事務は都道府県が行うこととなった。合計40時間行われる。
その他、社団法人シルバーサービス振興会などが行う福祉用具供給事業従事者研修会(50時間)の講習もある。
社団法人シルバーサービス振興会のホームページでは、「本研修会は、介護保険における福祉用具貸与事業者の人員基準に定められた「福祉用具専門相談員」の指定講習会として、都道府県知事の指定を受けて実施しております。」と記載されている。
また、福祉用具供給事業従事者研修会(50時間)を修了すると福祉用具供給事業従事者現任研修会を受講することが出来る。
社団法人シルバーサービス振興会のホームページでは、「本研修は、多様化するニーズに対応した適切な福祉用具等を提供するため、福祉用具供給事業従事者研修を修了して実際に福祉用具供給事業に従事している方に対して、追加的に保健・医療・福祉に関する研修を実施し、さらにその資質を向上させることを目的としております。」と記載されている。
ちなみに、福祉用具相談員からケアマネへの道は、社団法人シルバーサービス振興会のホームページ福祉用具供給事業従事者現任研修会の案内のページで下記のとおり記載されている。
介護支援専門員実務研修受講試験（ケアマネージャー）の受験資格についての項目で「この研修を福祉用具供給事業従事者研修（50時間）の修了後5年以内に修了した方は、都道府県知事の確認により、厚生労働省の「介護支援専門員実務研修受講試験事業実施要綱」に定める「訪問介護員養成研修2級課程に相当する研修」を修了した者とみなされます。これによって、現場における「相談援助業務」を 5年以上行っている従事者の方は、「介護支援専門員実務研修受講試験」の受験資格を得ることができます。」と記載されている。
上記講習会の他にも講習の日程や問い合わせ先、費用など掲載されている。
1. 福祉用具供給事業従事者研修会50時間 修了
修了後5年以内
2. 福祉用具供給事業従事者現任研修会 修了
3. 現場における「相談援助業務」を5年以上
4. 「介護支援専門員実務研修受講試験」の受験資格 発生

## 講習内容
1. 老人保健福祉に関する基礎知識
2. 介護と福祉用具に関する知識
3. 関連領域に関する基礎知識
4. 福祉用具の活用に関する実習

## 福祉用具プランナーとの相違点
福祉用具プランナーとは業務がしばしば類似しているが、研修などについて若干の違いがある。
- 福祉用具プランナーは2年以上の福祉業務に従事しないといけないが、この資格は先述に記載している通り、受験資格がない。
- カリキュラムの内容及び研修時間が異なる。
- 修了試験がない。
- 福祉用具プランナーはeラーニングによる受講ができるが、この資格はできない。